# Conacul Emanuel (Nolică) Antonescu din Ștefănești
Conacul Emanuel (Nolică) Antonescu este un monument istoric din orașul Ștefănești din județul Argeș. (cod LMI: AG-II-a-B-13803). În această clădire, au locuit soții Emanuel Antonescu și Zoe Antonescu.